# Christofer Larsson Grubbe
Christofer Larsson Grubbe, född 1594 i Linköping, död 1681, var en svensk ämbetsman och lexikograf. Namnets delar skrivs även Christopher, Kristofer, Lorenz och Grubb. Han var farfar till Gustaf Grubbe.

## Biografi
Christofer Larsson Grubbe föddes 1594 i Linköpings församling. Han var son till rådmannen Lars i staden. Grubbe blev 1611 student vid Uppsala universitet.
Efter mångårig tjänstgöring i kungliga kansliet, blev Grubbe 1636 borgmästare i Kalmar och 1641 även häradshövding i Ölands södra mot. Han adlades 1645 och var 1665–1672 landshövding i Kalmar län.
Mest känd är han för två böcker med ordspråk och dopnamn.

### Familj
Grubbe gifte sig 7 december 1620 i Stockholm med Maria Olofsdotter Krusberg (1589–1629). Hon var dotter till sekreteraren Olof Claesson. De fick tillsammans barnen:
1. Anna Grubbe (1621–1621),
2. Anna Grubbe (född 1623),
3. Lars Grubbe (1624–1624),
4. Christina Grubbe (född 1625),
5. Gustaf Grubbe (1625–1647),
6. Maria Grubbe (1627–1658) som  var gift med kaptenen Lennart Bertilsson och Helena Grubbe (1628–1656).[4]

Grubbe gifte sig andra gången 6 juni 1630 i Linköping med Kerstin Stiernfelt (1613–1700). Hon var dotter till Peder Mattsson Stiernfelt och Anna Pedersdotter Skuthe. De fick tillsammans barnen:
1. Christina Grubbe (1631–1631),
2. överstelöjtnanten Christoffer Grubbe (1632–1699),
3. Anna Grubbe (född 1633) som var gift med stadssyndikus Bengt Göstafsson i Kalmar och kaptenen Kinninmond,
4. Axel Grubbe (1634–1636),
5. amiralitetskaptenen Peter Grubbe (1636–1689),
6. Catharina Grubbe (född 1637) som var gift med fänriken David Campbell,
7. kaptenlöjtnanten Lars Grubbe (född 1639),
8. Axel Grubbe (född 1641),
9. Christina Grubbe (född 1642) som var gift med Johan Carl Örnflycht,
10. Barbro Grubbe (född 1643) som var gift med kaptenlöjtnanten Arvid Drake,
11. kaptenen Johan Adolf Grubbe (1645–1697),
12. Margareta Elisabet (född 1647) som var gift med överstelöjtnanten Carl Albrekt Gärffelt,
13. Beata Grubbe (1648–1667),
14. Agneta Grubbe (1649–1649),
15. löjtnanten Gustaf Grubbe (1650–1697),
16. kaptenen Carl Gustaf Grubbe (född 1651),
17. Hedvig Regina Grubbe (1653–1691) som var gift med kaptenen Niklas Carl Cronhjort och
18. Rebecka Grubbe (1654–1729) som var gift med ryttmästaren Knut Drake af Hagelsrum.[4]